# Ramon Bischoff

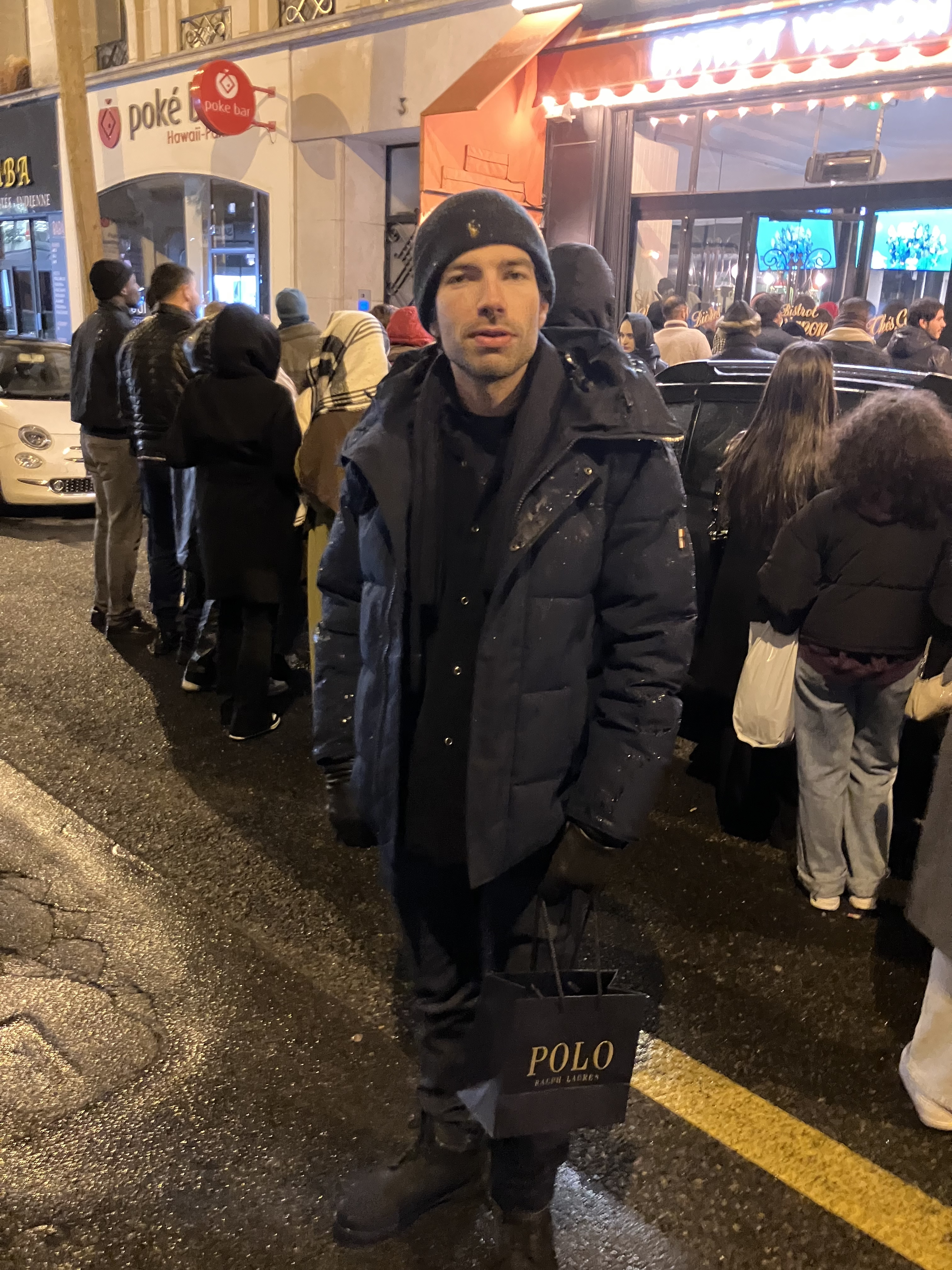
Ramon Bischoff, 2022 in Paris

Ramon Bischoff (* 1993 in Rothrist) ist ein Schweizer Komponist und Toningenieur.

## Leben
Ramon Bischoff wuchs in Lostorf im Kanton Solothurn auf. 2016 schloss er sein Bachelorstudium an der Hochschule der Künste Bern in Sound Arts ab. 2020 erlangte er ebendort einen Abschluss als Master of Arts in Contemporary Arts Practice. Er lebt und arbeitet in Bern.

## Wirken
Nebst seiner Tätigkeit als Toningenieur komponiert Bischoff eigene musikalische Werke. Er war unter anderem verantwortlich für die Musik in den Schweizer Dokumentarfilmen Der Anachronist (2018) und Heitere Fahne (2021). 2022 schrieb er für den Zupfmusikverband Schweiz anlässlich dessen 100-Jahr-Jubiläums das Stück Schwärme, welches am Zupfmusikfestival 2022 in Zürich uraufgeführt wurde. Seit 2013 betreibt Bischoff das Musiklabel Prefermusic, über welches er Musik noch  Künstlerinnen und Künstler veröffentlicht. Unter dem Label Edition Nomar bringt Bischoff Kleinserien seiner eigenen musikalischen Werke heraus. Mit einem Improvisations-Ensemble, das er leitet und selbst zusammengestellt hat, tritt er ausserdem regelmässig öffentlich auf.